# Preußischer Staatsrat (1921–1933)

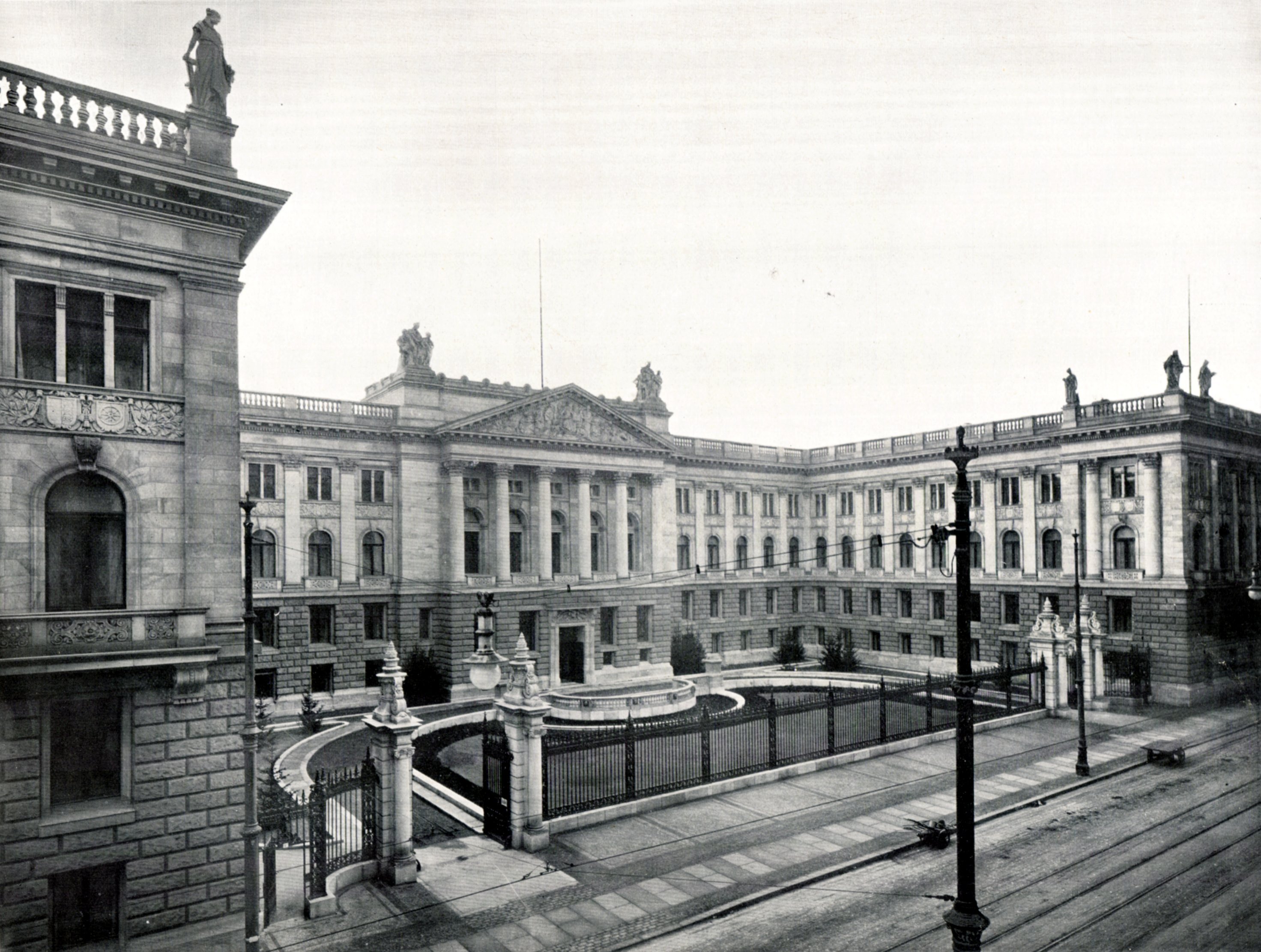
Preußisches Herrenhaus, Sitz des Preußischen Staatsrats von 1921 bis 1933

Der Preußische Staatsrat war im Freistaat Preußen von 1921 bis 1933 die Zweite Kammer neben dem Preußischen Landtag, festgelegt in Art. 31 der Preußischen Verfassung von 1920.

## Vorgeschichte
Der Staatsrat war in Preußen innerhalb der Exekutive bis 1848 eine wichtige Institution, seine Bedeutung schwand jedoch mit der Entwicklung des Konstitutionalismus. Der Staatsrat verfertigte Gutachten und sprach Empfehlungen aus. Die Entscheidungsmacht lag allein bei König und Kabinett.
Mit der zunehmenden Konstitutionalisierung und der damit verbundenen Forderung nach Gewaltentrennung wurde der Fortbestand des Staatsrats in Frage gestellt. Die Preußische Verfassung von 1850 sah den Staatsrat nicht mehr vor. Mit dem Erlass vom 12. Januar 1852 wurde eine Wiederbelebung versucht. Im konstitutionellen Staat fand der Staatsrat aber keinen rechten Platz. Auch der 1884 gemachte Wiederbelebungsversuch und die Übertragung des Vorsitzes auf Kronprinz Friedrich Wilhelm hatten keinen nennenswerten Erfolg. Er schlief letztendlich ein.

## Freistaat Preußen

### Allgemeines
Mit der Verabschiedung der Preußischen Verfassung vom 30. November 1920 wurde durch den Artikel 31 der Staatsrat als Organ zur Beteiligung der Provinzen bei der Gesetzgebung eingerichtet. Auf diese Weise erhielt der Freistaat ein föderatives Element. Ansonsten aber blieb Preußen ein Einheitsstaat, die Provinzen waren also keine Gliedstaaten.
Als Oberhaus des Preußischen Parlaments trat der Staatsrat im Gebäude des ehemaligen Preußischen Herrenhauses in der Leipziger Straße in Berlin zusammen, dem heutigen Bundesratsgebäude.
Der Staatsrat setzte sich aus von den Provinziallandtagen entsandten Mitgliedern zusammen. Jeder Bürger über 25 Jahren konnte gewählt werden. Die Zahl der Gesandten einer Provinz hing von der Bevölkerungszahl ab, jede Provinz entsandte grundsätzlich mindestens 3 Vertreter (Ausnahme: Hohenzollernsche Lande: 1 Vertreter), ansonsten entfiel auf 500.000 Einwohner je eine Stimme, und auf einen Rest von mindestens 250.000 Einwohnern entfiel eine weitere Stimme.
Ebenso wie der Reichsrat im Reich hatte der Staatsrat gegenüber dem Landtag lediglich ein Einspruchsrecht. Sein Einspruch konnte mit Zweidrittelmehrheit des Landtags zurückgewiesen werden. Außerdem verfügte er über ein indirektes Initiativrecht: Vorschläge gingen an das Staatsministerium und mussten von diesem an den Landtag weitergereicht werden. Alle Staatsausgaben, die über den Haushaltsplan hinausgingen, bedurften der Zustimmung des Staatsrates. Zu allen den Landtag und damit die Gesetzgebung betreffenden Angelegenheiten hatte der Staatsrat ein Äußerungsrecht. Gegenüber dem Staatsministerium besaß er ein Auskunftsrecht.
Einberufen wurde der Staatsrat vom Vorsitzenden, dem Präsidenten, und zwar auf Wunsch sämtlicher Vertreter einer Provinz, eines Fünftels aller Mitglieder oder des Staatsministeriums.
Das Amt des Staatsratspräsidenten bekleidete von 1921 bis 1933 der Kölner Oberbürgermeister Konrad Adenauer (Zentrum).

### Vertreter der Provinzen im preußischen Staatsrat
Etwa einen knappen Monat nach den Terminen der Provinziallandtagswahlen fanden die Wahlen der Mitglieder des preußischen Staatsrates durch die Provinziallandtage (an unterschiedlichen Wahlterminen) statt. In der folgenden Liste werden jeweils die Wahltage zu den Provinziallandtagswahlen angegeben.
| Wahltag    | Anzahl | AG1 | SPD | Z  | USPD | DDP | KPD | DHP | WP | NSDAP |
| ---------- | ------ | --- | --- | -- | ---- | --- | --- | --- | -- | ----- |
| 21.2.1921  | 79     | 26  | 20  | 20 | 6    | 3   | 3   | 1   |    |       |
| 16.10.1921 | 79     | 26  | 21  | 20 | 5    | 3   | 3   | 1   |    |       |
| 19.11.1922 | 77     | 26  | 20  | 19 | 5    | 3   | 3   | 1   |    |       |
| 29.11.1925 | 81     | 32  | 24  | 17 |      | 2   | 5   |     | 1  |       |
| 17.11.1929 | 81     | 28  | 22  | 19 |      | 3   | 6   |     | 3  |       |
| 12.3.1933  | 80     | 6   | 8   | 12 |      |     |     |     |    | 54    |

1 AG: Preußische Arbeitsgemeinschaft im Staatsrat: DNVP, DVP und weitere bürgerliche und rechte Parteien
Die stellvertretenden und die ordentlichen Mitglieder des Staatsrates finden sich in der Liste der Mitglieder des Preußischen Staatsrates (1921–1933).

### Staatsrat gegen Staatsministerium
Der Artikel 31 der Preußischen Verfassung von 1920 besagte: „Zur Vertretung der Provinzen bei der Gesetzgebung und Verwaltung des Staates wird ein Staatsrat gebildet.“ Staatsratspräsident wurde Konrad Adenauer, der Kölner Oberbürgermeister. Als Politiker der katholischen Zentrumspartei stand er der Staatsregierung (Staatsministerium) reserviert gegenüber. Gegenüber dem SPD-Ministerpräsidenten Otto Braun vertrat er die Auffassung, die Staatsregierung behandle den Staatsrat nicht der Bedeutung nach, die ihm nach der Verfassung zukomme.
Braun und die gesamte Regierung wiederum waren anderer Ansicht: Braun befürchtete Eingriffe in seine Richtlinienkompetenz als Ministerpräsident, die übrigen Minister, auch die des Zentrums, befürchteten eine mögliche Verwässerung der demokratischen Reformen durch die konservativen ostelbischen Provinzen.
So entwickelte sich eine Rivalität zwischen beiden Politikern und ihren Staatsorganen, die bis in die frühen 1930er-Jahre zu einer Blockadehaltung des Staatsrats führte. Adenauer brachte seine Sache schon 1922 vor den Staatsgerichtshof für das Deutsche Reich. Dieser führte 1923 schließlich einen Vergleich herbei, nachdem Adenauer einen Großteil seiner Forderungen zurückgenommen hatte. Der „Kleinkrieg“ Adenauers gegen Braun dürfte die Staatsregierung zumindest geschwächt, wenn nicht sogar ihr Schaden zugefügt haben.

### Politisches Ende 1932 und Umwidmung 1933
Die Landtagswahl vom 24. April 1932, die keine Regierungsmehrheit erbrachte, nahm auch dem Staatsrat weitgehend seine Wirkungsmöglichkeit. Gesetzes- und Haushaltsbeschlüsse konnten nicht mehr durchgeführt werden. Der „Preußenschlag“ vom 20. Juli 1932, bei dem die auf Hindenburg gestützte nationalkonservative Reichsregierung aus überwiegend Parteilosen – auf Grundlage einer Notverordnung des Reichspräsidenten (der ein klarer Gegner von Otto Brauns Politik war) – das Exekutivrecht in Preußen übernahm, ließ auch dem Staatsrat kaum noch Aktionsraum. Nach der Klage der Staatsregierung und zweier Landtagsfraktionen vor dem Staatsgerichtshof für das Deutsche Reich entschied dieser: Die Notverordnung hätte der von Otto Braun geführten Landesregierung zwar nicht die Vertretung Preußens im Reichsrat oder sonst gegenüber Reich oder Preußischem Landtag entziehen dürfen, sei aber verfassungsgemäß, soweit sie den Reichskanzler zum Reichskommissar für Preußen bestellte und diesen ermächtigte, preußischen Landesministern vorübergehend Amtsbefugnisse zu entziehen und diese Befugnisse selbst zu übernehmen oder anderen Reichskommissaren zu übertragen.

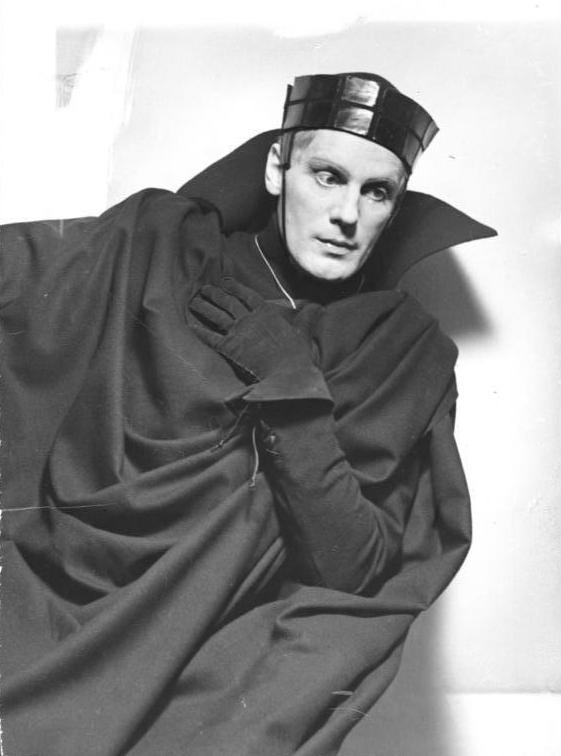
Preußischer Staatsrat von Görings Gnaden: Staatsschauspieler Gustaf Gründgens 1936 als Hamlet

Am 4. Februar 1933 beantragte Landtagspräsident Hanns Kerrl (NSDAP) aus machtpolitischem Interesse an einer vorgezogenen Landtagswahl eine Selbstauflösung des Landtages, die von den verbleibenden demokratischen Mandatsträgern (SPD, Deutsche Zentrumspartei, DStP) jedoch verweigert wurde und mangels Mehrheit nicht zustande kam. Das für die Auflösung notwendige Dreimännerkollegium aus Landtags-, Minister- und Staatsratspräsident fasste verständlicherweise ebenfalls keinen solchen Beschluss, da eine Neuwahl Braun und langfristig auch Adenauer mit größter Wahrscheinlichkeit ihrer Ämter beraubt hätte und Kerrl deswegen keine Mehrheit für seinen Antrag zustande brachte.
Kerrl wandte sich daraufhin an Reichspräsident Hindenburg, der mit einer Notverordnung am 6. Februar 1933 rechtswidrig Braun seiner verbliebenen Kompetenzen beraubte und durch den Reichskommissar für Preußen, Franz von Papen, ersetzte. Adenauer blieb im Amt. Als das Dreimännerkollegium erneut zusammen trat, verließ Adenauer den Raum vor der Abstimmung, wohl in der Überzeugung, damit eine Beschlussfassung juristisch unmöglich gemacht zu haben. Papen und Kerrl dagegen interpretierten im Interesse ihrer Zielsetzung Adenauers Aktion als Enthaltung und beschlossen die Auflösung des Landtags; die Rechtmäßigkeit dieses Verfahrens begegnet beträchtlichen Zweifeln.
Bei der parallel zur Reichstagswahl stattfindenden Neuwahl am 5. März erreichte die NSDAP die notwendige Mehrheit, um ein preußisches Ermächtigungsgesetz zu verabschieden, das dem Reichskanzler jedwede Vollmacht über das Land gab. Damit waren dem Staatsrat seine kolegislative und seine koexekutive Funktion endgültig genommen. Bei den im selben Monat stattfindenden Wahlen zu den Provinziallandtagen konnte sich die NSDAP ebenfalls die Mehrheit der Sitze im Staatsrat sichern. Am 26. April wählte das Gremium Robert Ley, den Reichsorganisationsleiter der NSDAP, zum Nachfolger von Adenauer. Mit dem preußischen „Gesetz über den Staatsrat“ vom 8. Juli 1933 wurde der Staatsrat in seiner bisherigen Funktion aufgelöst.
Gleichzeitig mit der Auflösung des alten Staatsrates wurde eine gleichnamige neue Institution geschaffen. Der Staatsrat bestand nun aus Mitgliedern kraft Amtes und solchen, die Hermann Göring in seiner Funktion als preußischer Ministerpräsident ernannte, um sie mit dem Staatsrats-Titel auszuzeichnen.

## Tagungsort
Der Preußische Staatsrat tagte zwischen 1921 und 1933 im Preußischen Herrenhaus in der Leipziger Straße. Nach dem Zweiten Weltkrieg beherbergte es einen Teil der Akademie der Wissenschaften der DDR. Seit dem Jahr 2000 dient das sanierte und wieder mit einem Plenarsaal ausgestattete Gebäude als Sitz des Bundesrats.

## Mitglieder
Die Mitglieder sind in der Liste der Mitglieder des Preußischen Staatsrates (1921–1933) aufgeführt.